# Senecio subnemoralis
Senecio subnemoralis là một loài thực vật có hoa trong họ Cúc. Loài này được Dusén miêu tả khoa học đầu tiên năm 1903.